# انریکه رومرو
انریکه رومرو (انگلیسی: Enrique Romero؛ زادهٔ ۲۳ ژوئن ۱۹۷۱) یک بازیکن فوتبال اهل اسپانیا است.
وی همچنین در تیم ملی فوتبال اسپانیا بازی کرده‌است.